# Gresham, England
Gresham är en civil parish i Storbritannien.   Den ligger i grevskapet Norfolk och riksdelen England, i den sydöstra delen av landet, 180 km nordost om huvudstaden London. Antalet invånare är 443. Arean är 8,7 kvadratkilometer.
Terrängen i Gresham är platt.